# لوئیس گاراویتو

###### 
لوئیس آلفردو گاراویتو کوبیلوس (زاده 25 ژانویه 1957- درگذشته 12 اکتبر 2023)، یک قاتل زنجیره‌ای ، کودک آزار، متجاوز جنسی  و مرده خواه کلمبیایی است. در اکتبر 1999، او به ارتکاب تجاوز جنسی، شکنجه ، مثله کردن و قتل 147 خردسال، عمدتاً مردان و پسران جوان در منطقه غرب کلمبیا اعتراف کرد.
تخمین زده شد که گاراویتو با شروع یک سری شکنجه-تجاوز به افراد زیر سن قانونی 6 تا 16 ساله در پاییز 1980، حداقل 200 خردسال را مورد تجاوز قرار داده و شکنجه کرده است، قبل از اینکه 189 کودک دیگر را به قتل برساند. از 4 اکتبر 1992 تا 21 آوریل 1999،  و چهار قتل دیگر در اکوادور در تابستان 1998.
گاراویتو که در 22 آوریل 1999 به دلیل تلاش برای تجاوز جنسی به جان ایوان سابوگال 12 ساله دستگیر شد، چندین ماه در بازداشتگاه  بود تا اینکه در 28 اکتبر 1999 اعتراف کرد.  گاراویتو اعتراف کرد که حداقل 193 کودک را در کلمبیا و اکوادور به قتل رسانده است، که او را به پرکارترین قاتل سریالی و کودک آزار در تاریخ مدرن تبدیل کرده است. اگر اعترافات او در سال 2003 باور شود، قتل 23 خردسال و 5 بزرگسال، تعداد قربانیان قتل او را به 221 افزایش می دهد و در آآخر گاراویتو با حکم دادگاه  مجموعاً 1853 سال و 9 روز حبس را باید بگذراند.

## نوع ارتکاب قتل ها
به گفته گاراویتو، او در درجه اول کودکان فقیری که از طبقه کارگر، بی خانمان، دهقان یا یتیم بودند را هدف قرار می داد . گاراویتو ادعا میکرد نیرویی  درون خود احساس می‌کند که او را مجبور به کشتن می‌کند و به همین بهانه کودکان را  با رشوه دادن یا هدایای کوچک مانند پول، آب نبات یا کارهای روزمزدی و غیره آنها را فریب می‌داد .  او معمولاً به کودکان لاغر با چهره های زنانه، معصوم و چشم‌های روشن علاقه مند بود.  گاراویتو که در منطقه عمدتا اسپانیایی تبار Paisa در کشور کلمبیا به دنیا آمد و بزرگ شد، او می‌دانست که در کجا می‌تواند قربانیانی را پیدا کند که با معیارهای او مطابقت دارند.
گاراویتو از تاریکی وحشت داشت، در روز روشن در مکان های عمومی از حومه شهر گرفته تا خیابان های شلوغ شهر به آنها نزدیک می شد و عصرها در نزدیکی مناطق مدرسه برندی می نوشید تا منتظر قربانیان ناخواسته باشد.  او کار آسانی را در قبال پول پیشنهاد می‌کرد و حتی خود را در قالب شخصیت‌های مختلف از یک کشیش کاتولیک، تا معلم مدرسه، تا یک مرد مسن مبدل می کرد تا قربانیان را به‌طور مؤثرتر فریب دهد.  برای جلوگیری از ایجاد سوء ظن در مورد فعالیت های خود، اغلب لباس مبدل خود می پوشید.
زمانی که اعتماد کودکان  را به دست می آورد، معمولاً با قربانی به یک مکان خلوت یا گورستان می رفت و آنها را تشویق می کرد تا در مورد زندگی شخصی خود صحبت کنند بعد از تمام شدن صحبت هایشان فرصت را غنیمت میشمرد تا به آن ها نزدیک شود، گاراویتو بعد از نوشیدن نصف بطری برندی، بچه ها را می بست و آنها را  با نوازش چاقو و گاهی اوقات خودارضایی میترساند.  به گفته گاراویتو، او با مناسک شیطانی و کشیدن ستاره داوود جان قربانیان خود را میگرفت.
کودکان اغلب به طور همزمان برای دوره های طولانی مورد آزار و شکنجه قرار می گرفتند، با روش هایی مانند ضربه زدن با پیچ گوشتی در باسن، دست ها و پاها گرفته تا پوست کندن  باسن آنها با تیغه های شکسته ای که گاراویتو بین انگشتان خود قرار داده بود.  در حالی که آن ها زنده بودند، اندام تناسلی آنها را جدا می کرد و در دهان کودک می گذاشت. آنها به شدت مورد ضرب و شتم قرار می گرفتند یا سوزانده می شدند. در بعضی از موارد علائم کوفتگی شدیدی در قربانبان دیده می شد حتی در بعضی از آن ها  بریدگی های عمیقی در کمر، شکم و گلو داشتند یا  روده‌هایشان از شکمشان بیرون ریخته بود. و  از طریق مقعد و دهانشان به میخ آویزان بودند  و بیش از صد ضربه چاقو خورده بودند.
نهایت جنایت او زمانی اتفاق می‌افتد که سر کودک را زنده زنده از تن جدا می‌کرد و در حالی که دهانش  را با اندام تناسلی  پر کرده بود گلویشان را می برید..  نکروفیلی با جسد قربانی نیز گهگاه در جنایات مشاهده میشد. گاراویتو تنها با ضرب و شتم قربانیان خود در حین مقاربت می توانست به ارگاسم برسد.  اجساد بچه ها همگی کاملاً برهنه و دارای آثار گزش و نشانه هایی از دخول در مقعد بودند. ظروف روان کننده در نزدیکی اجساد به همراه بطری های خالی برندی ارزان قیمت کلمبیایی پیدا شده است. بیشتر اجساد نشانه‌هایی از شکنجه طولانی مدت داشتند

## مرگ
گاراویتو در 12 اکتبر 2023 در بیمارستانی در والدوپار در سن 66 سالگی درگذشت